# Lijst van Nederlandse zaalvoetbalclubs
Deze lijst van Nederlandse zaalvoetbalclubs bevat een overzicht van de Nederlandse zaalvoetbalclubs.

## A
- ACV Zaalvoetbal, Assen
- Zvv Adelaars
- AIFC, Dronten
- BSV Allen Weerbaar, Bussum
- FC Anatolia
- ASVD Zaalvoetbal, Dronten
- ASW, Waddinxveen
- Z.V.V. Avanti

## B
- De Bedstee
- BVCB Bergschenhoek
- ZVV Borger
- RKVV Brabantia
- Bress FC

## D
- Drachten, ONT/CHZ
- Devo '58, Amsterdam
- vv Drienerlo
- FC Delta Sports '95, Houten
- G.S.F.V. Drs. Vijfje, Groningen
- D.S.V.P., Pijnacker
- DVO'98
- Dynamo Lelystad
- ZVV Delfzijl

## E
- FC Eindhoven
- Excelsior'31, Rijssen

## F
- TZR Fermonia Boys

## G
- Groene Ster Vlissingen

## H
- HCSC
- zvv Hilversum
- F.C. 't Hoekje Toyota
- FCK De Hommel
- Hovocubo

## J
- JVC Julianadorp

## K
- Kanja 't Hart van Gastel
- KCVO Vaassen (zowel veld- als zaalvoetbal)

## L
- Leekster Eagles
- Legmeervogels
- LVV Friesland
- SV Loosduinen
- ZVV Lutjebroek

## M
- Malabata
- LZV Marku bouw Lichtenvoorde
- FC Marlène
- Futsal Marum
- FC Meerhoven
- Morado CF
- MTW
- ZVV Madjoe
- ZVV Mestreech
- ZVV Meedhuizen

## N
- ZVV Nieuweboer, Wervershoof

## O
- ONT/CHZ Drachten
- ONR Futsal
- ZVV Old Stars`77, Den Helder

## P
- FC Pellor, Den Helder
- Plein'83 Amsterdam

## R
- Futsal Rolde
- La Rondine, Amersfoort
- ZVV RS, Rotterdam
- ZVV De Ruif, Tuitjenhorn

## S
- ZVO/de Herberg
- ZVVO Sandow FC
- ZVV Scagha '66
- FM Sranang
- S.V.K.
- SV Lake Valley
- van de Schepop Emst
- Sporting Emmen

## T
- TFC/Three Musketeers
- ESZVV Totelos
- Team Sphinx
- VV Texel '94
- TT/goodnight, Heemstede

## U
- Urk/Bakkerij de Kof

## V
- V&Z Veendam
- SV Venray
- Veerhuys
- Vios'79, Warmenhuizen
- VIOS Vaassen
- VNS United, Amsterdam-Noord

## W
- GZV Watergras
- ZVV Watervogels '64, Den Helder
- FC Westland/EventPlaza-Argos
- WHVB, Den Helder

## Z
- MSV Zeemacht
- ZSW/Orient Plaza
- ZVV Dynamo
- ZZVV
- ZVZ Zieuwent